# Platylabus divinus
Platylabus divinus är en stekelart som beskrevs av Heinrich 1974. Platylabus divinus ingår i släktet Platylabus och familjen brokparasitsteklar. Inga underarter finns listade i Catalogue of Life.